# Перемир'я між Росією і Центральними державами

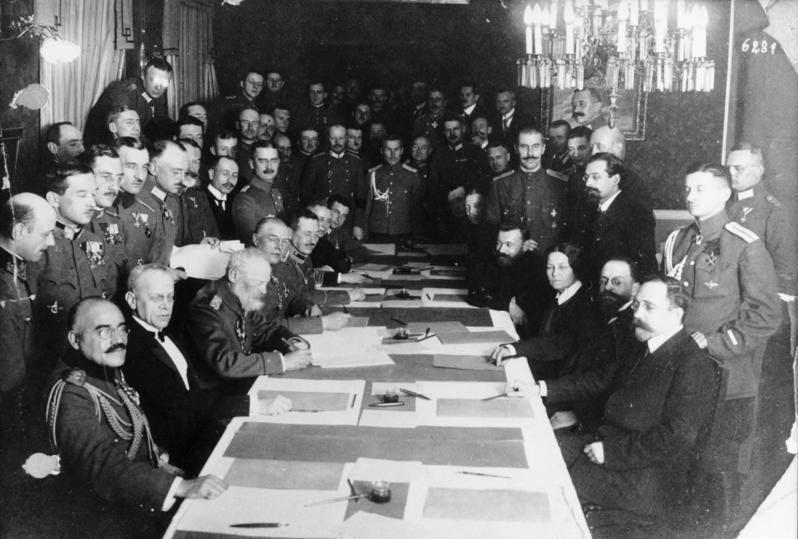
Підписання перемир'я між Росією і Центральними державами 15 Грудень 1917 року

Перемир'я між Російською Радянською Федеративною Соціалістичною Республікою з одного боку та Австро-Угорською імперією, Болгарським королівством, Німецькою імперією та Османською імперією — Центральними державами — з іншого, було підписано 15 грудня (2 грудня) 1917 року. Перемир'я набуло чинності через два дні, 17 грудня (4 грудня). За цією угодою Росія де-факто вийшла з Першої світової війни, хоча бої ненадовго відновилися до підписання Брест-Литовського договору. У березні 1918 року Росія уклала мир.

## Припинення вогню
Більшовики прийшли до влади з гаслом «Хліба і миру». 26 листопада (13 листопада) 1917 року три російські емісари під білим прапором вийшли до німецьких військ, щоб домовитися про переговори, які вони погодилися проводити в штабі армій Центральних держав у Брест-Литовську. Місцева угода про припинення вогню була досягнута в Солах 4 грудня (21 листопада) 1917 року між росіянами та німцями на Східному фронті (російський «Західний фронт»). Він замінив будь-які локальні перемир'я або перемир'я, про які вже було домовлено — без уточнення, що це було — і мав діяти з 6 по 17 грудня. Повідомлення про угоду було опубліковано в «Известиях».
Більш повне припинення вогню, що охоплювало всі Центральні держави, було підписано в Брест-Литовську 5 грудня (22 листопада) 1917 року, наступного дня після угоди з Німеччиною в Солах. Це припинення вогню набуло чинності через день 7 грудня (24 листопада), але втратив чинність у той самий день, що й місцева угода від 4 грудня. Опубліковано в «Известиях» у день набрання чинності. У радянській історіографії точаться суперечки щодо того, чи була якась угода підписана 5 грудня, а пряме посилання в тексті перемир'я на припинення вогню від цієї дати відкидається як помилка. Що груднева угода є історичною, є загальновизнаною. Про деталі угоди написав один із російських учасників переговорів Лев Каменєв у «Известиях» 9 грудня (25 дистопада) 1917 року; і німецький генерал Макс Гофман обговорював це у своєму військовому щоденнику.

## Перемир'я
Організував переговори генерал Макс Гофман, начальник штабу східних армій. Його команда на переговорах складалася з п'яти німців, чотирьох австро-угорців (на чолі з Каєтаном фон Мереєм), трьох турків (на чолі з Зекі-пашою) і двох болгар (на чолі з Петром Ганчевим). Російські заклики до своїх французьких, італійських та британських союзників приєднатися були відхилені «гнівним мовчанням». Міністр закордонних справ Лев Троцький зібрав російську делегацію з двадцяти восьми осіб, яку один із них описав як звіринець, оскільки вони були обрані представляти соціальні групи, які підтримують революцію, включаючи солдатів, матросів і фабричних робітників. По дорозі на вокзал зрозуміли, що не вистачає селянина  —  набирали з вулиці. Представницю жіночої статі прославили за те, що вона вбила генерала. Їх очолив Адольф Йоффе, досвідчений більшовик, який вивчав медицину в Берліні, за підтримки царського підполковника як військового радника та досвідчених революціонерів Каменєва та Лева Карахана.
Коли вони прибули до Брест-Литовська, то побачили місто як почорнілі руїни, згорілі дотла під час відступу росіян у 1915 році. У фортеці, яка пережила пожежу, знаходились службові та загальні приміщення штабу, а житло — у тимчасових дерев'яних будівлях, зведених на її подвір'ях. Делегацію зустрів фельдмаршал принц Леопольд Баварський, молодший брат короля Баварії та верховний головнокомандувач на східному фронті. Росіяни їли в офіцерській їдальні, де господарі намагалися налагодити дружні стосунки зі своїми незрозумілими гостями.
Після трьох днів переговорів вони домовилися про перемир'я на 28 днів, протягом яких німецькі війська не залишать східний фронт. Проблема полягала в тому, що вказівки Йоффе передбачали підписати загальне перемир'я для всіх воюючих фронтів, яке Гофман відхилив, оскільки, очевидно, вони не мали такого мандату від своїх союзників. Переговори були перервані на тиждень, поки Йоффе отримав нові інструкції. Росіяни повернулися без свого символічного солдата, матроса, робітника і селянина. 15 грудня 1917 року було погоджено тридцятиденне перемир'я, яке автоматично продовжувалося до тридцяти днів до семи днів після того, як будь-яка сторона повідомила про свій намір відновити військові дії. Того ж дня було підписано додаток до перемир'я. Він передбачав створення в Петрограді комісії для відновлення поштової системи, торговельних відносин і перевезення книг і газет. Вони також погодилися знову зібратися, щоб розпочати переговори про мирний договір.
10 лютого 1918 року переговори про договір були зірвані. 17 У лютому Гофман офіційно повідомив, що військові дії будуть відновлені 18 лютого, коли почалася остання кампанія Східного фронту, що змусило росіян поступитися і підписати мир.